# Герб Тироля
Герб Тироля (Тирольский орёл нем. Tiroler Adler) — старинный герб, история которого начинается в Средние века. В настоящее время под гербом Тироля может подразумеваться герб региона Тироль, герб Графства Тироль и два герба, использующихся в настоящее время, — герб федеральной земли Тироль в Австрии и герб автономной провинции Южный Тироль в Италии.

## Тирольский орел

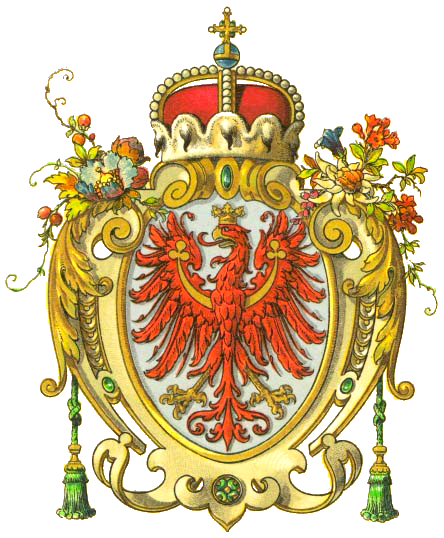
Герб графства Тироль в составе Австро-Венгрии

Герб Тироля представляет собой серебряный щит с красным орлом с распростёртыми крыльями, золотыми короной, клювом и лапами, с золотой, украшенной трилистниками, дугой. Этот орёл называется тирольским.
На печати 1205 года изображён тирольский орёл, однако самые древние цветные изображения датируются 1271/1286 годами. Его появление относят ко временам правления Альбрехта III (графа Тироля в 1202—1253 годах) из Тирольской династии, при котором фактически сформировался новый регион Тироль вокруг замка Тироль около Мерано.
Когда графство Тироль находилось в составе Австро-Венгрии, щит был увенчан графской короной.
Предположение, что тирольский орёл является бранденбургским, несостоятельно. Когда в 1342 году Маргрейв Людвиг Бранденбург женился на Маргарите Маульташ, орел уже был тирольском гербе. Вацлавский (или Богемский) орёл, который сегодня изображен на гербе итальянской провинции Тренто, появился в регионе около 1340 года.

## Федеральная земля Тироль

Герб федеральной земли Тироль, Австрия

Закон от 17 мая 2006 года об управлении и использовании герба (Закон федеральной земли Тироль о гербе) определяет форму и использование герба:
§ 1 Герб федеральной земли Тироль: герб федеральной земли Тироль соответствует пункту 1 статьи 6 Статута федеральной земли Тироль 1989 года, LGB1 № 61/1988,
в серебряном щите золотой коронованный с золотым вооружением красный орёл с золотым, украшенным трилистником, изгибом и увенчанный зелёным венком.
Лавровый венок (нем. Ehrenkränzlein) напоминает борьбу тирольцев за свободу в период завоевательных походов Наполеона.

## Автономная провинция Южный Тироль

Герб автономной провинции Южный Тироль, Италия

Герб Южного Тироля был разработан больцанским архитектором и художником Хельгой фон Ауфшнайтер при губернаторе Южного Тироля Сильвиусе Магнаго в 1982 году и утверждён президентом Италии в 1983 году. Он был создан на основе оригинального герба графства Тироль, но без трилистника и золотой короны. Образцом для него послужил герб Тироля на внешнем правом крыле алтаря Тирольского замка, созданный около 1370 года.

## Тренто

Герб Тренто, Италия

На гербе итальянской провинции Тренто изображён чёрный орёл в венке из красного пламени с украшеннай трилистниками золотай дугой. В геральдике его называют Вацлавским орлом, в честь покровителя Чехии святого Вацлава, иногда Богемским. Подобный герб впервые использовал князь-епископ Трентского епископства Николаус Абрейн в 1340 году.

## Использование в качестве муниципального герба
На гербах многочисленных тирольских общин изображён тирольский орёл или его части, свидетельствующие о принадлежности к Тиролю. Красный орёл изображается на гербах Брикслегга, Ландекка, Мареббе/Эннеберга, Мерано, Радфельда, Санкт-Антона-ам-Арльберга, Штерцинга, Дорф-Тироля, Тона, Фомпа и Визинга. На гербах Глоренцы и Ультена изображён выходящий тирольский орёл; на гербах Герлоса и Шписса — голова орла; на гербе Юнгхольца — крыло орла; на гербе Реттеншесса — лапа.

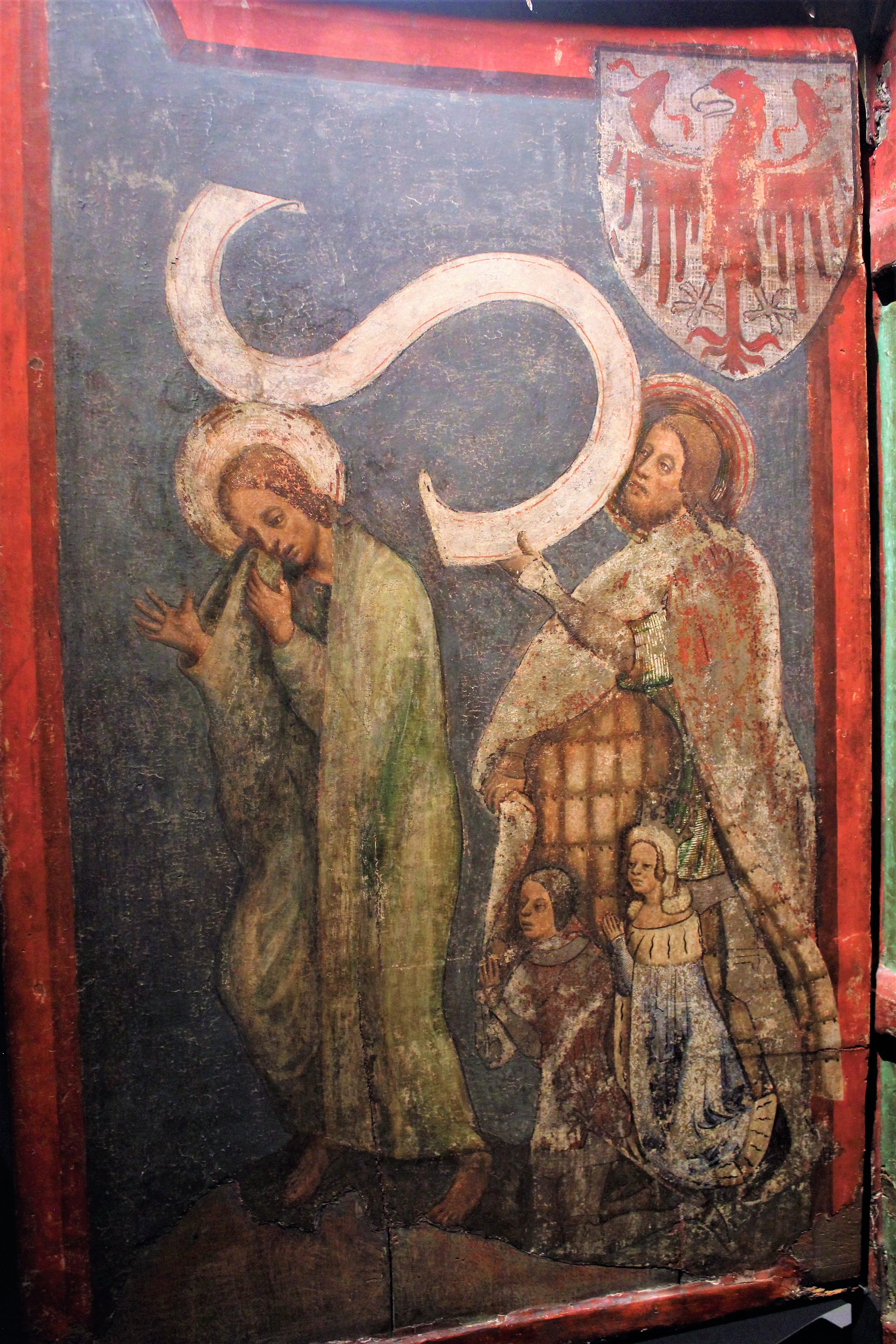
Внешнее правое крыло алтаря Тирольского замка с тирольским гербом (1370/72)
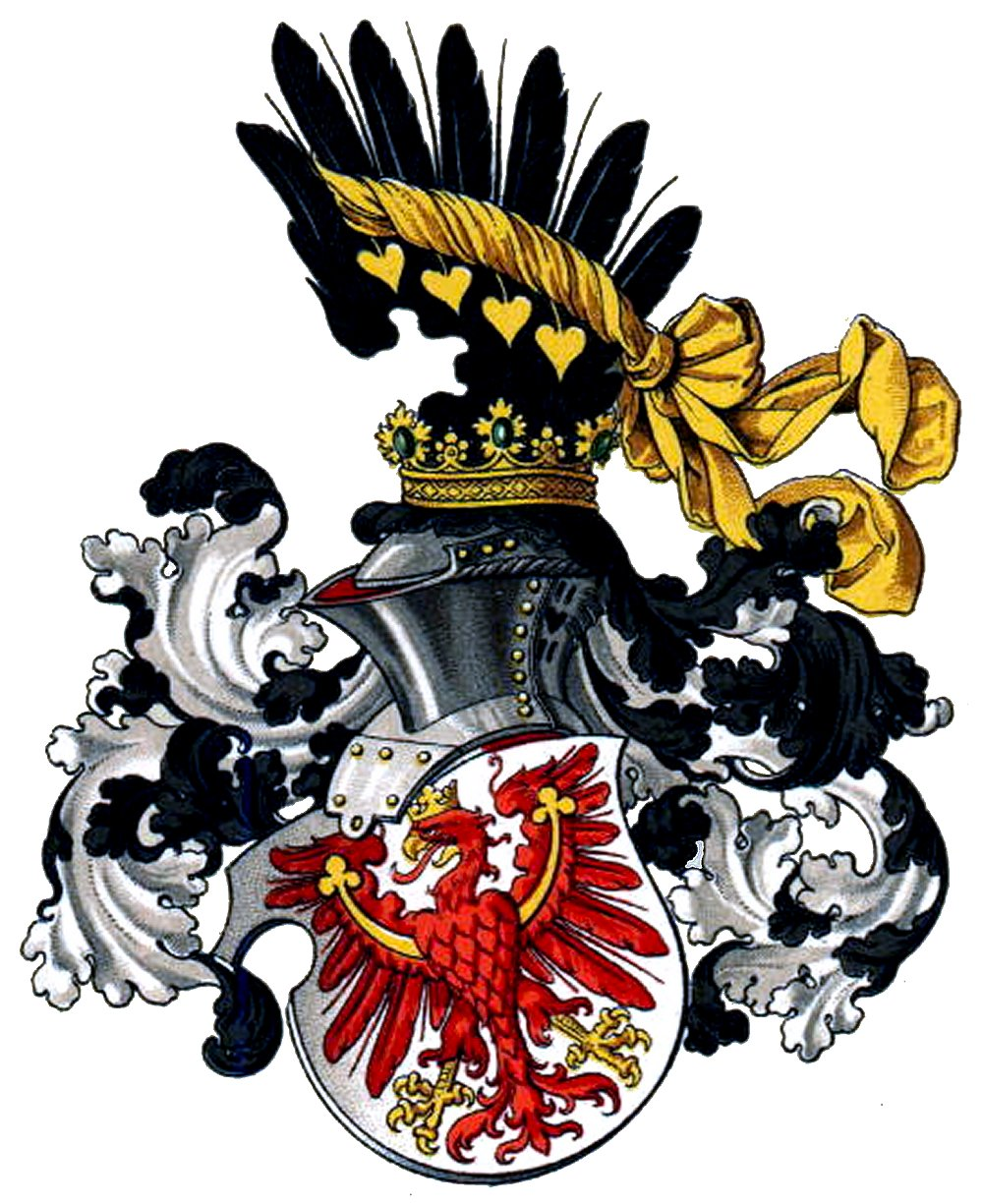
Герб графов Графства Тироль
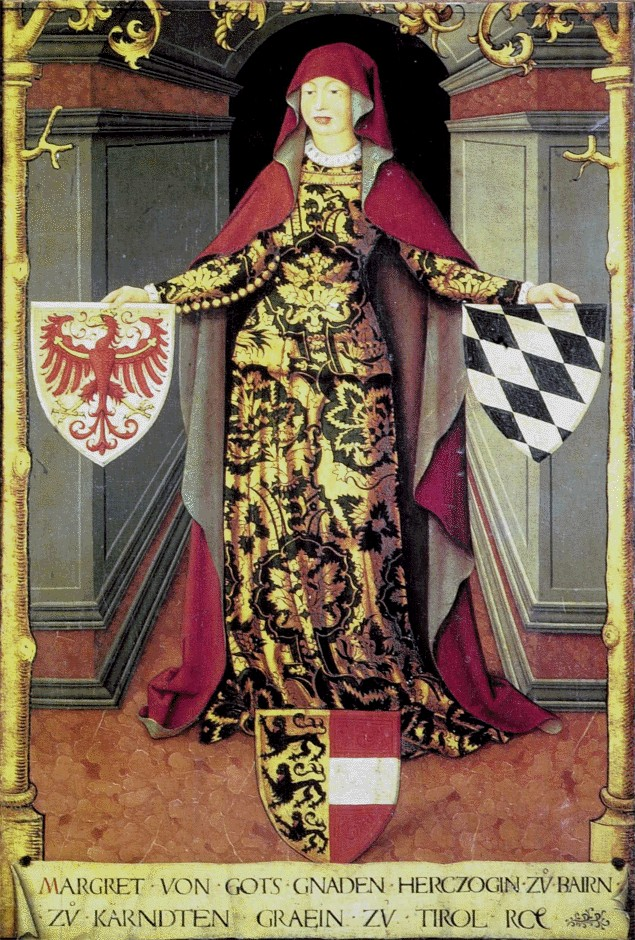
Маргарита Тирольская в правой руке держит тирольский герб (картина маслом XVI-го века)
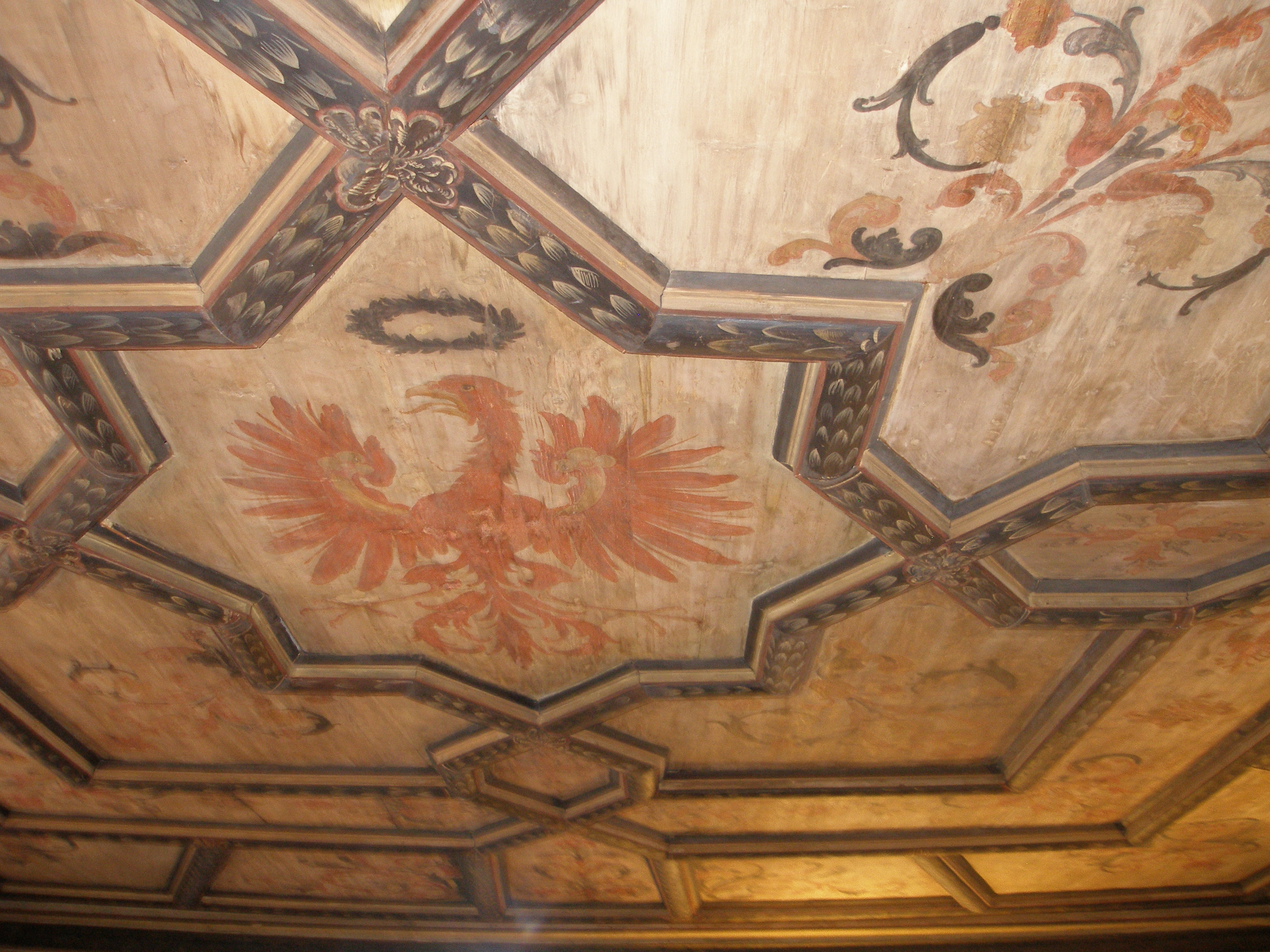
Тирольский орел на потолке старой боценской ратуши
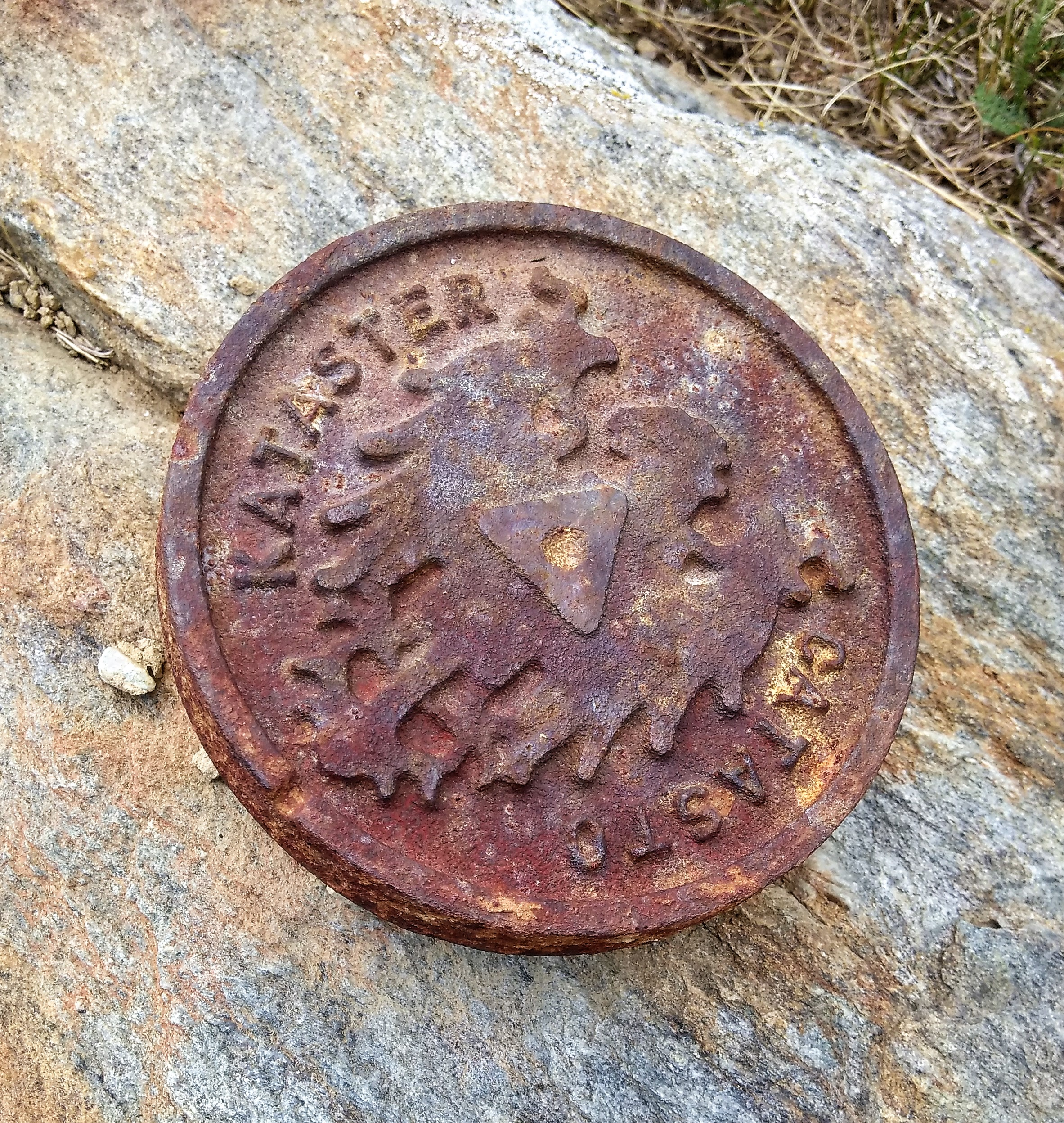
Тирольский орел на кадастровой марке провинции Южный Тироль (2018)